# Carna (deessa)
La deessa Carna de la mitologia romana és la divinitat associada al cor que protegia els òrgans vitals dels nadons. Igualment vetllava per la correcta digestió de la carn, de la qual deriva el seu nom. Se li va dedicar un festival el dia 1 de juny.